# Занимљивости и статистика фудбалске репрезентације Србије
Следи статистика и занимљивости фудбалске репрезентације Србије од 2006. године.

## Занимљивости

#### Прва победа
| Датум            | Место                   | Противник | Резултат | Такмичење   |
| ---------------- | ----------------------- | --------- | -------- | ----------- |
| 18. август 2006. | Ухерско Храдиште, Чешка | Чешка     | 3:1*     | Пријатељска |

- Уједно и прва утакмица

#### Први реми
| Датум              | Место           | Противник | Резултат | Такмичење                 |
| ------------------ | --------------- | --------- | -------- | ------------------------- |
| 6. септембар 2006. | Варшава, Пољска | Пољска    | 1:1      | Квалификације за ЕП 2008. |

#### Први пораз
| Датум          | Место             | Противник | Резултат | Такмичење                 |
| -------------- | ----------------- | --------- | -------- | ------------------------- |
| 24. март 2007. | Алмати, Казахстан | Казахстан | 1:2      | Квалификације за ЕП 2008. |

#### Најубедљивије победе
| Датум               | Место            | Противник            | Резултат | Такмичење                 |
| ------------------- | ---------------- | -------------------- | -------- | ------------------------- |
| 17. октобар 2007.   | Баку, Азербејџан | Азербејџан           | 6:1      | Квалификације за ЕП 2008. |
| 11. септембар 2012. | Нови Сад, Србија | Велс                 | 6:1      | Квалификације за СП 2014. |
| 19. новембар 2008.  | Београд, Србија  | Бугарска             | 6:1      | Пријатељска               |
| 10. октобар 2009.   | Београд, Србија  | Румунија             | 5:0      | Квалификације за СП 2010. |
| 15. октобар 2013.   | Јагодина, Србија | Република Македонија | 5:1      | Квалификације за СП 2014. |

#### Најубедљивији порази
| Датум              | Место           | Противник | Резултат | Такмичење                 |
| ------------------ | --------------- | --------- | -------- | ------------------------- |
| 13. новембар 2015. | Острава, Чешка  | Чешка     | 1:4      | Пријатељска               |
| 12. октобар 2012.  | Београд, Србија | Белгија   | 0:3      | Квалификације за СП 2014. |
| 8. октобар 2010.   | Београд, Србија | Естонија  | 1:3      | Квалификације за ЕП 2012. |
| 14. новембар 2014. | Београд, Србија | Данска    | 1:3      | Квалификације за ЕП 2016. |
| 7. јун 2019.       | Лавов, Украјина | Украјина  | 0:5      | Квалификације за ЕП 2020. |

#### Сви порази код куће
| Датум              | Место   | Противник   | Резултат | Такмичење                 |
| ------------------ | ------- | ----------- | -------- | ------------------------- |
| 11. август 2010.   | Београд | Грчка       | 0:1      | Пријатељска               |
| 8. октобар 2010.   | Београд | Естонија    | 1:3      | Квалификације за ЕП 2012. |
| 12. октобар 2012.  | Београд | Белгија     | 0:3      | Квалификације за СП 2014. |
| 14. новембар 2014. | Београд | Данска      | 1:3      | Квалификације за ЕП 2016. |
| 8. октобар 2015.   | Београд | Португалија | 1:2      | Квалификације за ЕП 2016. |
| 7. септембар 2019. | Београд | Португалија | 2:4      | Квалификације за ЕП 2020. |

#### Сви службени резултати
| Датум             | Место           | Противник | Резултат | Такмичење                 |
| ----------------- | --------------- | --------- | -------- | ------------------------- |
| 12. октобар 2010. | Ђенова, Италија | Италија   | 0:3      | Квалификације за ЕП 2012. |
| 14. октобар 2014. | Београд, Србија | Албанија  | 0:3      | Квалификације за ЕП 2016. |

#### Јубиларни голови
- 1. погодак постигао је Данко Лазовић (против Чешке, 18. августа 2006.)
- 100. погодак постигао је Александар Коларов (против Велса, 11. септембра 2012.)
- 200. погодак постигао је Лука Јовић (против Немачке, 20. марта 2019.)

#### Најбоље посете
| Датум              | Место   | Противник   |        | Такмичење                 |
| ------------------ | ------- | ----------- | ------ | ------------------------- |
| 6. јун 2009.       | Београд | Аустрија    | 52.000 | Квалификације за СП 2010. |
| 28. март 2007.     | Београд | Португалија | 51.338 | Квалификације за ЕП 2008. |
| 9. септембар 2009. | Београд | Француска   | 49.456 | Квалификације за СП 2010. |
| 11. јун 2017.      | Београд | Велс        | 46.673 | Квалификације за СП 2018. |
| 10. октобар 2009.  | Београд | Румунија    | 39.839 | Квалификације за СП 2010. |

#### Најбоље посете на гостовањима
| Датум               | Место                 | Противник   |        | Такмичење                 |
| ------------------- | --------------------- | ----------- | ------ | ------------------------- |
| 6. јун 2014.        | Сао Пауло, Бразил     | Бразил      | 67.042 | Пријатељска               |
| 3. март 2010.       | Алжир, Алжир          | Алжир       | 65.000 | Пријатељска               |
| 29. март 2015.      | Лисабон, Португалија  | Португалија | 58.430 | Квалификације за ЕП 2016. |
| 31. мај 2008.       | Гелзенкирхен, Немачка | Немачка     | 53.951 | Пријатељска               |
| 10. септембар 2008. | Сен Дени, Француска   | Француска   | 53.027 | Квалификације за СП 2010. |

#### Највише одиграних утакмица у години
- 14, 2010. године (7 пријатељских, 4 у квалификацијама за Европско првенство 2012. и 3 на Светском првенству)

#### Најмање одиграних утакмица у години
- 6, 2006. године (4 у квалификацијама за Европско првенство 2008. и 2 пријатељске)

#### Против светских првака
| Датум               | Место                       | Противник | Резултат     | Стрелци за Србију   | Такмичење                         |
| ------------------- | --------------------------- | --------- | ------------ | ------------------- | --------------------------------- |
| 31. мај 2008.       | Гелзенкирхен, Немачка       | Немачка   | 1:2          | Бошко Јанковић      | Пријатељска                       |
| 10. септембар 2008. | Сен Дени, Француска         | Француска | 1:2          | Бранислав Ивановић  | Квалификације за СП 2010.         |
| 9. септембар 2009.  | Београд, Србија             | Француска | 1:1          | Ненад Милијаш       | Квалификације за СП 2010.         |
| 18. јун 2010.       | Порт Елизабет, Јужна Африка | Немачка   | 1:0          | Милан Јовановић     | Светско првенство 2010.           |
| 12. октобар 2010.   | Ђенова, Италија             | Италија   | 0:3 службено |                     | Квалификације за ЕП 2012.         |
| 7. октобар 2011.    | Београд, Србија             | Италија   | 1:1          | Бранислав Ивановић  | Квалификације за ЕП 2012.         |
| 26. мај 2012.       | Санкт Гален, Швајцарска     | Шпанија   | 0:2          |                     | Пријатељска                       |
| 31. мај 2012.       | Ремс, Француска             | Француска | 0:2          |                     | Пријатељска                       |
| 6. јун 2014.        | Сао Пауло, Бразил           | Бразил    | 0:1          |                     | Пријатељска                       |
| 7. септембар 2014.  | Београд, Србија             | Француска | 1:1          | Александар Коларов  | Пријатељска                       |
| 7. септембар 2015.  | Бордо, Француска            | Француска | 1:2          | Александар Митровић | Пријатељска                       |
| 27. јун 2018.       | Москва, Русија              | Бразил    | 0:2          | -                   | Светско првенство у фудбалу 2018. |
| 20. март 2019.      | Волфсбург, Немачка          | Немачка   | 1:1          | Лука Јовић          | Пријатељска                       |

#### Против комшија
| Датум               | Место                | Противник            | Резултат       | Стрелци за Србију                                                                       | Такмичење                 |
| ------------------- | -------------------- | -------------------- | -------------- | --------------------------------------------------------------------------------------- | ------------------------- |
| 6. фебруар 2008.    | Скопље, Македонија   | Република Македонија | 1:1            | Данко Лазовић                                                                           | Пријатељска               |
| 19. новембар 2008.  | Београд, Србија      | Бугарска             | 6:1            | Милан Јовановић (2), Саво Милошевић (2), Ненад Милијаш, Данко Лазовић                   | Пријатељска               |
| 28. март 2009.      | Констанца, Румунија  | Румунија             | 3:2            | Милан Јовановић, Дорел Стојка (а. г.), Бранислав Ивановић                               | Квалификације за СП 2010. |
| 10. октобар 2009.   | Београд, Србија      | Румунија             | 5:0            | Никола Жигић, Марко Пантелић, Здравко Кузмановић Милан Јовановић (2)                    | Квалификације за СП 2010. |
| 17. новембар 2010.  | Софија, Бугарска     | Бугарска             | 1:0            | Никола Жигић                                                                            | Пријатељска               |
| 16. октобар 2012.   | Скопље, Македонија   | Република Македонија | 0:1            |                                                                                         | Квалификације за СП 2014. |
| 22. март 2013.      | Загреб, Хрватска     | Хрватска             | 0:2            |                                                                                         | Квалификације за СП 2014. |
| 6. септембар 2013.  | Београд, Србија      | Хрватска             | 1:1            | Александар Митровић                                                                     | Квалификације за СП 2014. |
| 15. октобар 2013.   | Јагодина, Србија     | Република Македонија | 5:1            | Стефан Ристовски (а. г.), Душан Баста, Александар Коларов, Душан Тадић, Стефан Шћеповић | Квалификације за СП 2014. |
| 14. октобар 2014.   | Београд, Србија      | Албанија             | '0:3 службено' |                                                                                         | Квалификације за ЕП 2016. |
| 8. октобар 2015.    | Елбасан, Албанија    | Албанија             | 2:0            | Александар Коларов, Адем Љајић                                                          | Квалификације за ЕП 2016. |
| 10. септембар 2018. | Београд, Србија      | Румунија             | 2:2            | Александар Митровић (2)                                                                 | УЕФА Лига нација 2018/19. |
| 11. октобар 2018.   | Подгорица, Црна Гора | Црна Гора            | 2:0            | Александар Митровић (2)                                                                 | УЕФА Лига нација 2018/19. |
| 14. октобар 2018.   | Букурешт, Румунија   | Румунија             | 0:0            | -                                                                                       | УЕФА Лига нација 2018/19. |
| 17. новембар 2018.  | Београд, Србија      | Црна Гора            | 2:1            | Адем Љајић, Александар Митровић                                                         | УЕФА Лига нација 2018/19. |

#### Домаћин
| Датум               | Место    | Противник            | Резултат       | Стрелци за Србију                                                                                  | Такмичење                 |
| ------------------- | -------- | -------------------- | -------------- | -------------------------------------------------------------------------------------------------- | ------------------------- |
| 2. септембар 2006.  | Београд  | Азербејџан           | 1:0            | Никола Жигић                                                                                       | Квалификације за ЕП 2008. |
| 7. октобар 2006.    | Београд  | Белгија              | 1:0            | Никола Жигић                                                                                       | Квалификације за ЕП 2008. |
| 11. октобар 2006.   | Београд  | Јерменија            | 3:0            | Дејан Станковић, Данко Лазовић, Никола Жигић                                                       | Квалификације за ЕП 2008. |
| 15. новембар 2006.  | Београд  | Норвешка             | 1:1            | Немања Видић                                                                                       | Пријатељска               |
| 28. март 2007.      | Београд  | Португалија          | 1:1            | Бошко Јанковић                                                                                     | Квалификације за ЕП 2008. |
| 8. септембар 2007.  | Београд  | Финска               | 0:0            | | Квалификације за ЕП 2008. |
| 21. новембар 2007.  | Београд  | Пољска               | 2:2            | Никола Жигић, Данко Лазовић                                                                        | Квалификације за ЕП 2008. |
| 24. новембар 2007.  | Београд  | Казахстан            | 1:0            | аутогол                                                                                            | Квалификације за ЕП 2008. |
| 6. септембар 2008.  | Београд  | Фарска Острва        | 2:0            | аутогол, Никола Жигић                                                                              | Квалификације за СП 2010. |
| 11. октобар 2008.   | Београд  | Литванија            | 3:0            | Бранислав Ивановић, Милош Красић, Никола Жигић                                                     | Квалификације за СП 2010. |
| 19. новембар 2008.  | Београд  | Бугарска             | 6:1            | Милан Јовановић (2), Саво Милошевић (2), Ненад Милијаш, Данко Лазовић                              | Пријатељска               |
| 1. април 2009.      | Београд  | Шведска              | 2:0            | Никола Жигић, Бошко Јанковић                                                                       | Пријатељска               |
| 6. јун 2009.        | Београд  | Аустрија             | 1:0            | Ненад Милијаш                                                                                      | Квалификације за СП 2010. |
| 9. септембар 2009.  | Београд  | Француска            | 1:1            | Ненад Милијаш                                                                                      | Квалификације за СП 2010. |
| 10. октобар 2009.   | Београд  | Румунија             | 5:0            | Никола Жигић, Марко Пантелић, Здравко Кузмановић, Милан Јовановић (2)                              | Квалификације за СП 2010. |
| 5. јун 2010.        | Београд  | Камерун              | 4:3            | Милош Красић, Дејан Станковић, Ненад Милијаш, Марко Пантелић                                       | Пријатељска               |
| 11. август 2010.    | Београд  | Грчка                | 0:1            | | Пријатељска               |
| 7. септембар 2010.  | Београд  | Словенија            | 1:1            | Никола Жигић                                                                                       | Квалификације за ЕП 2012. |
| 8. октобар 2010.    | Београд  | Естонија             | 1:3            | Никола Жигић                                                                                       | Квалификације за ЕП 2012. |
| 25. март 2011.      | Београд  | Северна Ирска        | 2:1            | Марко Пантелић, Зоран Тошић                                                                        | Квалификације за ЕП 2012. |
| 6. септембар 2011.  | Београд  | Фарска Острва        | 3:1            | Милан Јовановић, Зоран Тошић, Здравко Кузмановић                                                   | Квалификације за ЕП 2012. |
| 7. октобар 2011.    | Београд  | Италија              | 1:1            | Бранислав Ивановић                                                                                 | Квалификације за ЕП 2012. |
| 15. август 2012.    | Београд  | Република Ирска      | 0:0            | | Пријатељска               |
| 11. септембар 2012. | Нови Сад | Велс                 | 6:1            | Александар Коларов, Зоран Тошић, Филип Ђуричић, Душан Тадић, Бранислав Ивановић, Миралем Сулејмани | Квалификације за СП 2014. |
| 12. октобар 2012.   | Београд  | Белгија              | 0:3            | | Квалификације за СП 2014. |
| 26. март 2013.      | Нови Сад | Шкотска              | 2:0            | Филип Ђуричић (2)                                                                                  | Квалификације за СП 2014. |
| 6. септембар 2013.  | Београд  | Хрватска             | 1:1            | Александар Митровић                                                                                | Квалификације за СП 2014. |
| 11. октобар 2013.   | Нови Сад | Јапан                | 2:0            | Душан Тадић, Милош Јојић                                                                           | Пријатељска               |
| 15. октобар 2013.   | Јагодина | Република Македонија | 5:1            | аутогол, Душан Баста, Александар Коларов, Душан Тадић, Стефан Шћеповић                             | Квалификације за СП 2014. |
| 7. септембар 2014.  | Београд  | Француска            | 1:1            | Александар Коларов                                                                                 | Пријатељска               |
| 14. октобар 2014.   | Београд  | Албанија             | '0:3 службено' | | Квалификације за ЕП 2016. |
| 14. новембар 2014.  | Београд  | Данска               | 1:3            | Зоран Тошић                                                                                        | Квалификације за ЕП 2016. |
| 4. септембар 2015.  | Нови Сад | Јерменија            | 2:0            | аутогол, Адем Љајић                                                                                | Квалификације за ЕП 2016. |
| 11. октобар 2015.   | Београд  | Португалија          | 1:2            | Зоран Тошић                                                                                        | Квалификације за ЕП 2016. |
| 25. мај 2016.       | Ужице    | Кипар                | 2:1            | Александар Митровић, Душан Тадић                                                                   | Пријатељска               |
| 31. мај 2016.       | Нови Сад | Израел               | 3:1            | Бранислав Ивановић, Немања Милуновић, Душан Тадић                                                  | Пријатељска               |
| 5. септембар 2016.  | Београд  | Република Ирска      | 2:2            | Филип Костић, Душан Тадић                                                                          | Квалификације за СП 2018. |
| 9. октобар 2016.    | Београд  | Аустрија             | 3:2            | Александар Митровић (2), Душан Тадић                                                               | Квалификације за СП 2018. |
| 11. јун 2017.       | Београд  | Велс                 | 1:1            | Александар Митровић                                                                                | Квалификације за СП 2018. |
| 2. септембар 2017.  | Београд  | Молдавија            | 3:0            | Мијат Гаћиновић, Александар Коларов, Александар Митровић                                           | Квалификације за СП 2018. |
| 9. октобар 2017.    | Београд  | Грузија              | 1:0            | Александар Пријовић                                                                                | Квалификације за СП 2018. |
| 10. септембар 2018. | Београд  | Румунија             | 2:2            | Александар Митровић (2)                                                                            | УЕФА Лига нација          |
| 17. новембар 2018.  | Београд  | Црна Гора            | 2:1            | Адем Љајић, Александар Митровић                                                                    | УЕФА Лига нација          |
| 20. новембар 2018.  | Београд  | Литванија            | 4:1            | аутогол, Александар Митровић, Александар Пријовић, Адем Љајић                                      | УЕФА Лига нација          |
| 10. јун 2019.       | Београд  | Литванија            | 4:1            | Александар Митровић (2), Лука Јовић, Адем Љајић                                                    | Квалификације за ЕП 2020. |

#### Гост
| Датум               | Место                 | Противник            | Резултат       | Стрелци за Србију                                                            | Такмичење                 |
| ------------------- | --------------------- | -------------------- | -------------- | ---------------------------------------------------------------------------- | ------------------------- |
| 18. август 2006.    | Ухерско Храдиште      | Чешка                | 3:1            | Данко Лазовић, Марко Пантелић, Александар Тришовић                           | Пријатељска               |
| 6. септембар 2006.  | Варшава               | Пољска               | 1:1            | Данко Лазовић                                                                | Квалификације за ЕП 2008. |
| 24. март 2007.      | Алмати                | Казахстан            | 1:2            | Никола Жигић                                                                 | Квалификације за ЕП 2008. |
| 2. јун 2007.        | Хелсинки              | Финска               | 2:0            | Бошко Јанковић, Милан Јовановић                                              | Квалификације за ЕП 2008. |
| 22. август 2007.    | Брисел                | Белгија              | 2:3            | Здравко Кузмановић (2)                                                       | Квалификације за ЕП 2008. |
| 12. септембар 2007. | Лисабон               | Португалија          | 1:1            | Бранислав Ивановић                                                           | Квалификације за ЕП 2008. |
| 13. октобар 2007.   | Јереван               | Јерменија            | 0:0            |                                                                              | Квалификације за ЕП 2008. |
| 17. октобар 2007.   | Баку                  | Азербејџан           | 6:1            | Душко Тошић, Никола Жигић (2), Бошко Јанковић, Милан Смиљанић, Данко Лазовић | Квалификације за ЕП 2008. |
| 6. фебруар 2008.    | Скопље                | Република Македонија | 1:1            | Данко Лазовић                                                                | Пријатељска               |
| 26. март 2008.      | Одеса                 | Украјина             | 0:2            |                                                                              | Пријатељска               |
| 24. мај 2008.       | Даблин                | Република Ирска      | 1:1            | Марко Пантелић                                                               | Пријатељска               |
| 31. мај 2008.       | Гелзенкирхен          | Немачка              | 1:2            | Бошко Јанковић                                                               | Пријатељска               |
| 10. септембар 2008. | Сен Дени              | Француска            | 1:2            | Бранислав Ивановић                                                           | Квалификације за СП 2010. |
| 15. октобар 2008.   | Беч                   | Аустрија             | 3:1            | Милош Красић, Милан Јовановић, Иван Обрадовић                                | Квалификације за СП 2010. |
| 10. фебруар 2009.   | Никозија              | Кипар                | 2:0            | Милан Јовановић, Данко Лазовић                                               | Пријатељска               |
| 28. март 2009.      | Констанца             | Румунија             | 3:2            | Милан Јовановић, аутогол, Бранислав Ивановић                                 | Квалификације за СП 2010. |
| 10. јун 2009.       | Торсхавн              | Фарска Острва        | 2:0            | Милан Јовановић, Невен Суботић                                               | Квалификације за СП 2010. |
| 12. август 2009.    | Преторија             | Јужна Африка         | 3:1            | Зоран Тошић (2), Данко Лазовић                                               | Пријатељска               |
| 14. октобар 2009.   | Каунас                | Литванија            | 1:2            | Зоран Тошић                                                                  | Квалификације за СП 2010. |
| 14. новембар 2009.  | Белфаст               | Северна Ирска        | 1:0            | Данко Лазовић                                                                | Пријатељска               |
| 3. септембар 2010.  | Алжир                 | Алжир                | 3:0            | Марко Пантелић, Здравко Кузмановић, Зоран Тошић                              | Пријатељска               |
| 7. април 2010.      | Осака                 | Јапан                | 3:0            | Драган Мрђа (2), Немања Томић                                                | Пријатељска               |
| 3. септембар 2010.  | Торсхавн              | Фарска Острва        | 3:0            | Данко Лазовић, Дејан Станковић, Никола Жигић                                 | Квалификације за ЕП 2012. |
| 12. октобар 2010.   | Ђенова                | Италија              | '0:3 службено' |                                                                              | Квалификације за ЕП 2012. |
| 17. новембар 2010.  | Софија                | Бугарска             | 1:0            | Никола Жигић                                                                 | Пријатељска               |
| 9. фебруар 2011.    | Тел Авив              | Израел               | 2:0            | Зоран Тошић, Весељко Тривуновић                                              | Пријатељска               |
| 29. март 2011.      | Талин                 | Естонија             | 1:1            | Марко Пантелић                                                               | Квалификације за ЕП 2012. |
| 3. јун 2011.        | Сеул                  | Јужна Кореја         | 1:2            | Радосав Петровић                                                             | Пријатељска               |
| 7. јун 2011.        | Мелбурн               | Аустралија           | 0:0            |                                                                              | Пријатељска               |
| 10. август 2011.    | Москва                | Русија               | 0:1            |                                                                              | Пријатељска               |
| 2. септембар 2011.  | Белфаст               | Северна Ирска        | 1:0            | Марко Пантелић                                                               | Квалификације за ЕП 2012. |
| 11. октобар 2011.   | Марибор               | Словенија            | 0:1            |                                                                              | Квалификације за ЕП 2012. |
| 11. новембар 2011.  | Сантијаго де Керетаро | Мексико              | 0:2            |                                                                              | Пријатељска               |
| 15. новембар 2011.  | Сан Педро Сула        | Хондурас             | 0:2            |                                                                              | Пријатељска               |
| 29. фебруар 2012.   | Лимасол               | Кипар                | 0:0            |                                                                              | Пријатељска               |
| 31. мај 2012.       | Ремс                  | Француска            | 0:2            |                                                                              | Пријатељска               |
| 5. јун 2012.        | Стокхолм              | Шведска              | 1:2            | Невен Суботић                                                                | Пријатељска               |
| 8. септембар 2012.  | Глазгов               | Шкотска              | 0:0            |                                                                              | Квалификације за СП 2014. |
| 16. октобар 2012.   | Скопље                | Република Македонија | 0:1            |                                                                              | Квалификације за СП 2014. |
| 6. фебруар 2013.    | Никозија              | Кипар                | 3:1            | Душан Тадић (2), Душан Баста                                                 | Пријатељска               |
| 22. март 2013.      | Загреб                | Хрватска             | 0:2            |                                                                              | Квалификације за СП 2014. |
| 7. јун 2013.        | Брисел                | Белгија              | 1:2            | Александар Коларов                                                           | Квалификације за СП 2014. |
| 10. септембар 2013. | Кардиф                | Велс                 | 3:0            | Филип Ђорђевић, Александар Коларов, Лазар Марковић                           | Квалификације за СП 2014. |
| 5. март 2014.       | Даблин                | Република Ирска      | 2:1            | аутогол, Филип Ђорђевић                                                      | Пријатељска               |
| 6. јун 2014.        | Сао Пауло             | Бразил               | 0:1            |                                                                              | Пријатељска               |
| 11. октобар 2014.   | Јереван               | Јерменија            | 1:1            | Зоран Тошић                                                                  | Квалификације за ЕП 2016. |
| 18. новембар 2014.  | Ханија                | Грчка                | 2:0            | Радосав Петровић, Немања Гудељ                                               | Пријатељска               |
| 29. март 2015.      | Лисабон               | Португалија          | 1:2            | Немања Матић                                                                 | Квалификације за ЕП 2016. |
| 13. јун 2015.       | Копенхаген            | Данска               | 0:2            |                                                                              | Квалификације за ЕП 2016. |
| 7. септембар 2015.  | Бордо                 | Француска            | 1:2            | Александар Митровић                                                          | Пријатељска               |
| 8. октобар 2015.    | Елбасан               | Албанија             | 2:0            | Александар Коларов, Адем Љајић                                               | Квалификације за ЕП 2016. |
| 13. новембар 2015.  | Острава               | Чешка                | 1:4            | Петар Шкулетић                                                               | Пријатељска               |
| 23. март 2016.      | Познањ                | Пољска               | 0:1            |                                                                              | Пријатељска               |
| 29. март 2016.      | Талин                 | Естонија             | 1:0            | Александар Коларов                                                           | Пријатељска               |
| 6. октобар 2016.    | Кишињев               | Молдавија            | 3:0            | Филип Костић, Бранислав Ивановић, Душан Тадић                                | Квалификације за СП 2018. |
| 12. новембар 2016.  | Кардиф                | Велс                 | 1:1            | Александар Митровић                                                          | Квалификације за СП 2018. |
| 15. новембар 2016.  | Харков                | Украјина             | 0:2            |                                                                              | Пријатељска               |
| 29. јануар 2017.    | Сан Дијего            | Сједињене Државе     | 0:0            |                                                                              | Пријатељска               |
| 24. март 2017.      | Тбилиси               | Грузија              | 3:1            | Душан Тадић, Александар Митровић, Мијат Гаћиновић                            | Квалификације за СП 2018. |
| 6. септембар 2017.  | Даблин                | Република Ирска      | 1:0            | Александар Коларов                                                           | Квалификације за СП 2018. |
| 6. октобар 2017.    | Беч                   | Аустрија             | 2:3            | Лука Миливојевић, Немања Матић                                               | Квалификације за СП 2018. |
| 10. новембар 2017.  | Гуангџоу              | Кина                 | 2:0            | Адем Љајић, Александар Митровић                                              | Пријатељска               |
| 14. новембар 2017.  | Улсан                 | Јужна Кореја         | 1:1            | Адем Љајић                                                                   | Пријатељска               |
| 7. септембар 2018.  | Виљнус                | Литванија            | 1:0            | Душан Тадић                                                                  | УЕФА Лига нација          |
| 11. октобар 2018.   | Подгорица             | Црна Гора            | 2:0            | Александар Митровић (2)                                                      | УЕФА Лига нација          |
| 14. октобар 2018.   | Букурешт              | Румунија             | 0:0            |                                                                              | УЕФА Лига нација          |
| 20. март 2019.      | Волфсбург             | Немачка              | 1:1            | Лука Јовић                                                                   | Пријатељска               |
| 25. март 2019.      | Лисабон               | Португалија          | 1:1            | Душан Тадић                                                                  | Квалификације за ЕП 2020. |
| 7. јун 2019.        | Лавов                 | Украјина             | 0:5            |                                                                              | Квалификације за ЕП 2020. |
| 10. септембар 2019. | Луксембург            | Луксембург           | 3:1            | Александар Митровић (2), Немања Радоњић                                      | Квалификације за ЕП 2020. |
| 14. октобар 2019.   | Виљнус                | Литванија            | 2:1            | Александар Митровић (2)                                                      | Квалификације за ЕП 2020. |

#### Неутралан терен
| Датум              | Место                       | Противник    | Резултат | Стрелци за Србију                                       | Такмичење               |
| ------------------ | --------------------------- | ------------ | -------- | ------------------------------------------------------- | ----------------------- |
| 28. мај 2008.      | Бургхаузен, Немачка         | Русија       | 1:2      | Марко Пантелић                                          | Пријатељска             |
| 14. децембар 2008. | Анталија, Турска            | Пољска       | 0:1      |                                                         | Пријатељска             |
| 11. фебруар 2009.  | Никозија, Кипар             | Украјина     | 0:1      |                                                         | Пријатељска             |
| 18. новембар 2009. | Лондон, Енглеска            | Јужна Кореја | 1:0      | Никола Жигић                                            | Пријатељска             |
| 29. мај 2010.      | Клагенфурт, Аустрија        | Нови Зеланд  | 0:1      |                                                         | Пријатељска             |
| 2. јун 2010.       | Куфштајн, Аустрија          | Пољска       | 0:0      |                                                         | Пријатељска             |
| 13. јун 2010.      | Преторија, Јужна Африка     | Гана         | 0:1      |                                                         | Светско првенство 2010. |
| 18. јун 2010.      | Порт Елизабет, Јужна Африка | Немачка      | 1:0      | Милан Јовановић                                         | Светско првенство 2010. |
| 23. јун 2010.      | Мбомбела, Јужна Африка      | Аустралија   | 1:2      | Марко Пантелић                                          | Светско првенство 2010. |
| 28. фебруар 2012.  | Лимасол, Кипар              | Јерменија    | 2:0      | Здравко Кузмановић, Бранислав Ивановић                  | Пријатељска             |
| 26. мај 2012.      | Санкт Гален, Швајцарска     | Шпанија      | 0:2      |                                                         | Пријатељска             |
| 14. новембар 2012. | Санкт Гален, Швајцарска     | Чиле         | 3:1      | Лазар Марковић, Филип Ђорђевић, Филип Ђуричић           | Пријатељска             |
| 14. август 2013.   | Барселона, Шпанија          | Колумбија    | 0:1      |                                                         | Пријатељска             |
| 15. новембар 2013. | Дубаи, УАЕ                  | Русија       | 1:1      | Филип Ђорђевић                                          | Пријатељска             |
| 26. мај 2014.      | Харисон, САД                | Јамајка      | 2:1      | Душан Тадић, Александар Коларов                         | Пријатељска             |
| 31. мај 2014.      | Бриџвју, САД                | Панама       | 1:1      | Бранислав Ивановић                                      | Пријатељска             |
| 7. јун 2015.       | Санкт Пелтен, Аустрија      | Азербејџан   | 4:1      | Бранислав Ивановић (2), Адем Љајић, Лазар Марковић      | Пријатељска             |
| 5. јун 2016.       | Монте Карло, Француска      | Русија       | 1:1      | Александар Митровић                                     | Пријатељска             |
| 23. март 2018.     | Торино, Италија             | Мароко       | 1:2      | Душан Тадић                                             | Пријатељска             |
| 27. март 2018.     | Лондон, Енглеска            | Нигерија     | 2:0      | Александар Митровић (2)                                 | Пријатељска             |
| 4. јун 2018.       | Грац, Аустрија              | Чиле         | 0:1      |                                                         | Пријатељска             |
| 9. јун 2018.       | Грац, Аустрија              | Боливија     | 5:1      | Александар Митровић (3), Адем Љајић, Бранислав Ивановић | Пријатељска             |
| 17. јун 2018.      | Самара, Русија              | Костарика    | 1:0      | Александар Коларов                                      | Светско првенство 2018. |
| 22. јун 2018.      | Калињинград, Русија         | Швајцарска   | 1:2      | Александар Митровић                                     | Светско првенство 2018. |
| 27. јун 2018.      | Москва, Русија              | Бразил       | 0:2      |                                                         | Светско првенство 2018. |

| Терен           | Утакмице | Победе | Нерешено | Порази | Гол-разлика |
| --------------- | -------- | ------ | -------- | ------ | ----------- |
| Домаћин         | 45       | 26     | 13       | 6*     | 90 : 44*    |
| Гост            | 69       | 27     | 16       | 26*    | 87 : 73*    |
| Неутралан терен | 25       | 9      | 4        | 12     | 28 : 24     |
| Укупно          | 139      | 62     | 33       | 44     | 205 : 141   |

#### На великим такмичењима
| Датум         | Место                       | Противник  | Резултат | Стрелци за Србију   | Такмичење               |
| ------------- | --------------------------- | ---------- | -------- | ------------------- | ----------------------- |
| 13. јун 2010. | Преторија, Јужна Африка     | Гана       | 0:1      |                     | Светско првенство 2010. |
| 18. јун 2010. | Порт Елизабет, Јужна Африка | Немачка    | 1:0      | Милан Јовановић     | Светско првенство 2010. |
| 23. јун 2010. | Мбомбела, Јужна Африка      | Аустралија | 1:2      | Марко Пантелић      | Светско првенство 2010. |
| 17. јун 2018. | Самара, Русија              | Костарика  | 1:0      | Александар Коларов  | Светско првенство 2018. |
| 22. јун 2018. | Калињинград, Русија         | Швајцарска | 1:2      | Александар Митровић | Светско првенство 2018. |
| 27. јун 2018. | Москва, Русија              | Бразил     | 0:2      |                     | Светско првенство 2018. |

#### Стадиони
| Стадион                    | Град     | ИГ | Д  | Н  | И  | ГР     |
| -------------------------- | -------- | -- | -- | -- | -- | ------ |
| Стадион Рајко Митић        | Београд  | 27 | 13 | 12 | 2  | 46:27  |
| Стадион Партизана          | Београд  | 14 | 7  | 2  | 5* | 29:21* |
| Стадион Карађорђе          | Нови Сад | 5  | 5  | 0  | 0  | 15:2   |
| Градски стадион у Јагодини | Јагодина | 1  | 1  | 0  | 0  | 5:1    |
| Градски стадион у Ужицу    | Ужице    | 1  | 1  | 0  | 0  | 2:1    |
| Стадион Младост            | Крушевац | 1  | 1  | 0  | 0  | 1:0    |

#### Утакмице репрезентације Србије на Стадиону Рајко Митић
| #   | Датум              | Резултат | Противник       | Такмичење                 |
| --- | ------------------ | -------- | --------------- | ------------------------- |
| 1.  | 2. септембар 2006. | 1:0      | Азербејџан      | Квалификације за ЕП 2008. |
| 2.  | 7. октобар 2006.   | 1:0      | Белгија         | Квалификације за ЕП 2008. |
| 3.  | 11. октобар 2006.  | 3:0      | Јерменија       | Квалификације за ЕП 2008. |
| 4.  | 15. новембар 2006. | 1:1      | Норвешка        | Пријатељска               |
| 5.  | 28. март 2007.     | 1:1      | Португалија     | Квалификације за ЕП 2008. |
| 6.  | 8. септембар 2007. | 0:0      | Финска          | Квалификације за ЕП 2008. |
| 7.  | 21. новембар 2007. | 2:2      | Пољска          | Квалификације за ЕП 2008. |
| 8.  | 6. септембар 2008. | 2:0      | Фарска Острва   | Квалификације за СП 2010. |
| 9.  | 11. октобар 2008.  | 3:0      | Литванија       | Квалификације за СП 2010. |
| 10. | 6. јун 2009.       | 1:0      | Аустрија        | Квалификације за СП 2010. |
| 11. | 9. септембар 2009. | 1:1      | Француска       | Квалификације за СП 2010. |
| 12. | 10. октобар 2009.  | 5:0      | Румунија        | Квалификације за СП 2010. |
| 13. | 7. септембар 2010. | 1:1      | Словенија       | Квалификације за ЕП 2012. |
| 14. | 25. март 2011.     | 2:1      | Северна Ирска   | Квалификације за ЕП 2012. |
| 15. | 7. октобар 2011.   | 1:1      | Италија         | Квалификације за СП 2010. |
| 16. | 15. август 2012.   | 0:0      | Република Ирска | Пријатељска               |
| 17. | 12. октобар 2012.  | 0:3      | Белгија         | Квалификације за СП 2014. |
| 18. | 6. септембар 2013. | 1:1      | Хрватска        | Квалификације за СП 2014. |
| 19. | 5. септембар 2016. | 2:2      | Република Ирска | Квалификације за СП 2018. |
| 20. | 9. октобар 2016.   | 3:2      | Аустрија        | Квалификације за СП 2018. |
| 21. | 11. јун 2017.      | 1:1      | Велс            | Квалификације за СП 2018. |
| 22. | 9. октобар 2017.   | 1:0      | Грузија         | Квалификације за СП 2018. |
| 23. | 17. новембар 2018. | 2:1      | Црна Гора       | УЕФА Лига нација          |
| 24. | 10. јун 2019.      | 4:1      | Литванија       | Квалификације за ЕП 2020. |
| 25. | 7. септембар 2019. | 2:4      | Португалија     | Квалификације за ЕП 2020. |
| 26. | 14. новембар 2019. | 3:2      | Луксембург      | Квалификације за ЕП 2020. |
| 27. | 17. новембар 2019. | 2:2      | Украјина        | Квалификације за СП 2018. |

#### Утакмице репрезентације Србије на Стадиону Партизана
| #   | Датум               | Резултат | Противник     | Такмичење                 |
| --- | ------------------- | -------- | ------------- | ------------------------- |
| 1.  | 24. новембар 2007.  | 1:0      | Казахстан     | Квалификације за ЕП 2008. |
| 2.  | 19. новембар 2008.  | 6:1      | Бугарска      | Пријатељска               |
| 3.  | 1. април 2009.      | 2:0      | Шведска       | Пријатељска               |
| 4.  | 5. јун 2010.        | 4:3      | Камерун       | Пријатељска               |
| 5.  | 11. август 2010.    | 0:1      | Грчка         | Пријатељска               |
| 6.  | 8. октобар 2010.    | 1:3      | Естонија      | Квалификације за ЕП 2012. |
| 7.  | 6. септембар 2011.  | 3:1      | Фарска Острва | Квалификације за ЕП 2012. |
| 8.  | 7. септембар 2014.  | 1:1      | Француска     | Пријатељска               |
| 9.  | 14. октобар 2014.   | 0:3*     | Албанија      | Квалификације за ЕП 2016. |
| 10. | 14. новембар 2014.  | 1:3      | Данска        | Квалификације за ЕП 2016. |
| 11. | 11. октобар 2015.   | 1:2      | Португалија   | Квалификације за ЕП 2016. |
| 12. | 2. септембар 2017.  | 3:0      | Молдавија     | Квалификације за СП 2018. |
| 13. | 10. септембар 2018. | 2:2      | Румунија      | УЕФА Лига нација          |
| 14. | 20. новембар 2018.  | 4:1      | Литванија     | УЕФА Лига нација          |

#### Утакмице репрезентације Србије на Стадиону Карађорђе
| #  | Датум               | Резултат | Противник | Такмичење                 |
| -- | ------------------- | -------- | --------- | ------------------------- |
| 1. | 11. септембар 2012. | 6:1      | Велс      | Квалификације за СП 2014. |
| 2. | 26. март 2013.      | 2:0      | Шкотска   | Квалификације за СП 2014. |
| 3. | 11. октобар 2013.   | 2:0      | Јапан     | Пријатељска               |
| 4. | 4. септембар 2015.  | 2:0      | Јерменија | Квалификације за ЕП 2016. |
| 5. | 31. мај 2016.       | 3:1      | Израел    | Пријатељска               |

#### Утакмице репрезентације Србије на Градском стадиону у Јагодини
| #  | Датум             | Резултат | Противник          | Такмичење                 |
| -- | ----------------- | -------- | ------------------ | ------------------------- |
| 1. | 15. октобар 2013. | 5:1      | Северна Македонија | Квалификације за СП 2014. |

#### Утакмице репрезентације Србије на Градском стадиону у Ужицу
| #  | Датум         | Резултат | Противник | Такмичење   |
| -- | ------------- | -------- | --------- | ----------- |
| 1. | 25. мај 2016. | 2:1      | Кипар     | Пријатељска |

#### Утакмице репрезентације Србије на Стадиону Младост у Крушевцу
| #  | Датум             | Резултат | Противник | Такмичење   |
| -- | ----------------- | -------- | --------- | ----------- |
| 1. | 10. октобар 2019. | 1:0      | Парагвај  | Пријатељска |

#### Голови из пенала
- Дејан Станковић (против Јерменије, 11. октобра 2006.)[56]
- Ненад Милијаш (против Аустрије, 6. јуна 2009.)[57]
- Ненад Милијаш (против Француске, 9. септембра 2009.)[27]
- Александар Коларов (против Македоније, 15. октобра 2013.)[9]
- Душан Тадић (против Републике Ирске, 5. септембра 2016.)[58]
- Душан Тадић (против Грузије, 24. марта 2017.)[59]
- Душан Тадић (против Литваније, 7. септембра 2018.)
- Александар Митровић (против Црне Горе, 17. новембра 2018.)
- Душан Тадић (против Португалије, 25. марта 2019.)
- Душан Тадић (против Украјине, 17. новембра 2019.)

#### Голови из слободних удараца
- Бошко Јанковић (против Азербејџана, 17. октобра 2007.)
- Немања Томић (против Јапана, 7. априла 2010.)
- Дејан Станковић (против Фарских Острва, 3. септембра 2010.)
- Александар Коларов (против Велса, 11. септембра 2012.)
- Александар Коларов (против Белгије, 7. јуна 2013.)
- Александар Коларов (против Естоније, 29. марта 2016.)
- Александар Коларов (против Костарике, 17. јуна 2018.)

#### Промашени пенали
- Никола Жигић (против Литваније, 11. октобра 2008.)[60]
- Саво Милошевић (два пута против Бугарске, 19. новембра 2008.)[7]
- Немања Видић (против Словеније, 11. октобра 2011.)[61]
- Александар Коларов (против Јамајке, 26. маја 2014.)[62]
- Душан Тадић (против Литваније, 7. септембра 2018.)
- Душан Тадић (против Румуније, 14. октобра 2018.)
- Александар Митровић (против Црне Горе, 17. новембра 2018.)

#### Одбрањени пенали
- Владимир Стојковић (Лукасу Подолском против Немачке, 18. јуна 2010.)[63]
- Владимир Стојковић (Маркусу Пизелију против Јерменије, 11. октобра 2014.)[63]
- Владимир Стојковић (Данијелу Агеру против Данске, 13. јуна 2015.)[63]

#### Играчи који су постигли гол на првој утакмици у репрезентацији
- Данко Лазовић (против Чешке, 18. августа 2006.)
- Марко Пантелић (против Чешке, 18. августа 2006.)
- Александар Тришовић (против Чешке, 18. августа 2006.)
- Милан Јовановић (против Финске, 2. јуна 2007.)
- Немања Томић (против Јапана, 7. априла 2010.)
- Филип Ђорђевић (против Чилеа, 14. новембра 2012.)
- Милош Јојић (против Јапана, 11. октобра 2013.)
- Мијат Гаћиновић (против Грузије, 24. марта 2017.)

#### Најмлађи стрелац
- Лазар Марковић (против Чилеа, 14. новембра 2012.) 18 година, 8 месеци и 12 дана.

#### Најстарији стрелац
- Саво Милошевић (против Бугарске, 19. новембра 2008.) 35 година, 2 месеца и 17 дана.

#### Најмлађи дебитант
- Андрија Живковић (против Јапана, 11. октобра 2013.) 17 година и 3 месеца.

#### Црвени картони
- Милан Степанов (против Чешке, 16. августа 2006.)[2]
- Никола Жигић (против Казахстана, 24. марта 2007.)[4]
- Ивица Драгутиновић (против Португалије, 12. септембра 2007.)[64]
- Данко Лазовић (против Француске, 9. септембра 2009.)[27]
- Александар Луковић (против Гане, 13. јуна 2010.)[65]
- Никола Жигић (против Бугарске, 17. новембра 2010.)[40]
- Александар Коларов (против Мексика, 12. новембра 2011.)[66]
- Ненад Томовић (против Македоније, 16. октобра 2012.)[41]
- Немања Матић (против Хрватске, 6. септембра 2013.)[43]
- Никола Максимовић (против Републике Ирске, 5. септембра 2017.)[67]
- Милан Павков (против Немачке, 20. марта 2019.)[68]

#### Аутоголови српских играча
- Александар Луковић (против Естоније, 8. октобра 2010.)[12]
- Никола Максимовић (против Кипра, 25. маја 2016.)[69]

#### Аутоголови у корист Србије
- Сергеј Остапенко (против Казахстана, 24. новембра 2007.)[70]
- Џон Рои Јакобсен (против Фарских Острва, 6. септембра 2008.)[71]
- Дорел Стојка (против Румуније, 28. марта 2009.)[39]
- Стефан Ристовски (против Македоније, 15. октобра 2013.)[9]
- Џејмс Макарти (против Републике Ирске, 5. марта 2014.)[72]
- Левон Хајрапетјан (против Јерменије, 4. септембра 2015.)[73]

#### Највише асистенција на утакмици
3
- Милош Красић (против Бугарске, 19. новембра 2008.)
- Милош Красић (против Румуније, 10. октобра 2009.)

#### Најбржи гол
- Никола Жигић, после 36 секунди (против Шведске, 1. априла 2009.)

#### Најбржи гол резервисте
- Филип Ђорђевић, ушао у 46. минуту, постигао гол у 48. минуту (против Чилеа, 14. новембра 2012.)

#### Највише везаних победа
- 5 (од 28. марта 2009. до 9. септембра 2009. против Румуније, Шведске, Аустрије, Фарских Острва и Јужне Африке)

#### Највише везаних пораза
- 3 (од 11. октобра 2011. до 15. новембра 2011. против Словеније, Мексика и Хондураса и од 26. маја 2012. до 5. јуна 2012. против Шпаније, Француске и Шведске)

#### Капитени
- 2006–2011 Дејан Станковић
- 2011 Никола Жигић
- 2012–2018 Бранислав Ивановић
- 2018– Александар Коларов

#### Срби у избору за Златну лопту за време Југославије
| Година | Место | Играч                   | Клуб             |
| ------ | ----- | ----------------------- | ---------------- |
| 1956.  | 14.   | Милош Милутиновић       | Партизан         |
| 1958.  | 14.   | Вујадин Бошков          | Војводина        |
| 1960.  | 12.   | Боривоје Костић         | Црвена звезда    |
| 1960.  | 19.   | Драгослав Шекуларац     | Црвена звезда    |
| 1960.  | 23.   | Благоје Видинић         | Раднички Београд |
| 1961.  | 10.   | Драгослав Шекуларац     | Црвена звезда    |
| 1962.  | 4.    | Драгослав Шекуларац     | Црвена звезда    |
| 1962.  | 8.    | Милан Галић             | Партизан         |
| 1965.  | 17.   | Милан Галић             | Партизан         |
| 1967.  | 20.   | Звездан Чебинац         | ПСВ / Нирнберг   |
| 1968.  | 3.    | Драган Џајић            | Црвена звезда    |
| 1969.  | 12.   | Драган Џајић            | Црвена звезда    |
| 1970.  | 6.    | Драган Џајић            | Црвена звезда    |
| 1971.  | 15.   | Драган Џајић            | Црвена звезда    |
| 1972.  | 18.   | Драган Џајић            | Црвена звезда    |
| 1973.  | 23.   | Владислав Богићевић     | Црвена звезда    |
| 1973.  | 23.   | Драган Џајић            | Црвена звезда    |
| 1975.  | 27.   | Драган Џајић            | Бастија          |
| 1980.  | 22.   | Владимир Петровић Пижон | Црвена звезда    |
| 1981.  | 16.   | Владимир Петровић Пижон | Црвена звезда    |
| 1988.  | 20.   | Драган Стојковић        | Црвена звезда    |
| 1989.  | 6.    | Драган Стојковић        | Црвена звезда    |
| 1990.  | 12.   | Драган Стојковић        | Олимпик Марсеј   |
| 1999.  | 13.   | Синиша Михајловић       | Лацио            |

#### Репрезентативци Србије у избору за Златну лопту
| Година | Место | Играч        | Клуб               |
| ------ | ----- | ------------ | ------------------ |
| 2008.  | 21.   | Немања Видић | Манчестер јунајтед |
| 2009.  | 16.   | Немања Видић | Манчестер јунајтед |
| 2019.  | 20.   | Душан Тадић  | Ајакс              |

#### Најбољи стрелци од осамостаљења 2006. године
| # | Име и презиме       | Године у репрезентацији | Голови | Утакмице | Дебитовао против | Датум         | Последња утакмица против | Датум         |
| - | ------------------- | ----------------------- | ------ | -------- | ---------------- | ------------- | ------------------------ | ------------- |
| 1 | Александар Митровић | 2013–                   | 23     | 47       | Белгија          | 7. 6. 2013.   | Португалија              | 25. 3. 2019.  |
| 2 | Никола Жигић        | 2006–2011               | 16     | 44       | Чешка            | 18. 8. 2006.  | Хондурас                 | 15. 11. 2011. |
| 3 | Душан Тадић         | 2008–                   | 15     | 62       | Пољска           | 14. 12. 2008. | Португалија              | 25. 3. 2019.  |
| 4 | Бранислав Ивановић  | 2006–2018               | 13     | 105      | Чешка            | 18. 8. 2006.  | Швајцарска               | 22. 6. 2018.  |
| 5 | Данко Лазовић       | 2006–2014               | 11     | 43       | Чешка            | 18. 8. 2006.  | Грчка                    | 18. 11. 2014. |
| 5 | Милан Јовановић     | 2007–2012               | 11     | 44       | Финска           | 2. 6. 2007.   | Кипар                    | 29. 2. 2012.  |
| 5 | Зоран Тошић         | 2007–2016               | 11     | 76       | Финска           | 9. 8. 2007.   | Украјина                 | 15. 11. 2016. |
| 5 | Александар Коларов  | 2008–                   | 11     | 82       | Русија           | 28. 5. 2008.  | Црна Гора                | 10. 9. 2018.  |
| 9 | Марко Пантелић      | 2006–2011               | 10     | 43       | Чешка            | 18. 8. 2006.  | Словенија                | 11. 10. 2011. |

#### Србија на Фифиној ранг-листи[74]
- – Најбоља позиција
- – Најлошија позиција

| Година | Јануар  | Фебруар | Март    | Април    | Мај     | Јун     | Јул     | Август   | Септембар | Октобар  | Новембар | Децембар |
| ------ | ------- | ------- | ------- | -------- | ------- | ------- | ------- | -------- | --------- | -------- | -------- | -------- |
| 2006.  |         |         |         |          |         |         | 36      | 33 (+3)  | 32 (+1)   | 32       | 33 (-1)  | 33       |
| 2007.  | 33      | 29 (+4) | 28 (+1) | 32 (-4)  | 31 (+1) | 22 (+9) | 17 (+5) | 18 (-1)  | 22 (-4)   | 27 (-5)  | 30 (-3)  | 27 (+3)  |
| 2008.  | 27      | 31 (-4) | 31      | 31       | 31      | 39 (-8) | 35 (+4) | 34 (+1)  | 33 (+1)   | 40 (-7)  | 30 (+10) | 30       |
| 2009.  | 35 (-5) | 33 (+2) | 36 (-3) | 23 (+13) | 23      | 20 (+3) | 14 (+6) | 14       | 13 (+1)   | 20 (-7)  | 20       | 19 (+1)  |
| 2010.  | 19      | 19      | 13 (+6) | 15 (-2)  | 16 (-1) | 15 (+1) | 13 (+2) | 13       | 15 (-2)   | 33 (+9)  | 42 (-9)  | 38 (+4)  |
| 2011.  | 23      | 23      | 21 (+2) | 16 (+5)  | 16      | 24 (-8) | 27 (-3) | 29 (-2)  | 21 (+8)   | 23 (-2)  | 27 (-4)  | 27       |
| 2012.  | 27      | 25 (+2) | 26 (-1) | 32 (-6)  | 32      | 34 (-2) | 37 (-3) | 35 (+2)  | 42 (-7)   | 33 (+9)  | 42 (-9)  | 38 (+4)  |
| 2013.  | 37 (+1) | 36 (+1) | 35 (+1) | 40 (-5)  | 40      | 36 (+4) | 41 (-5) | 41       | 43 (-2)   | 28 (+15) | 30 (-2)  | 30       |
| 2014.  | 30      | 29 (+1) | 28 (+1) | 30 (-2)  | 30      | 30      | 31 (-1) | 31       | 34 (-3)   | 46 (-12) | 46       | 38 (+8)  |
| 2015.  | 38      | 39 (-1) | 40 (-1) | 44 (-4)  | 44      | 45 (-1) | 43 (+2) | 66 (-23) | 66        | 63 (+3)  | 49 (+14) | 56 (-7)  |
| 2016.  | 55 (+1) | 51 (+4) | 50 (+1) | 55 (-5)  | 56 (-1) | 54 (+2) | 47 (+7) | 47       | 50 (-3)   | 43 (+7)  | 44 (-1)  | 44       |
| 2017.  | 45 (-1) | 51 (-6) | 52 (-1) | 49 (+3)  | 49      | 50 (-1) | 42 (+8) | 42       | 32 (+10)  | 38 (-6)  | 37 (+1)  | 36 (+1)  |
| 2018.  | 37 (-1) | 34 (+3) | 34      | 35 (-1)  | 35      | 34 (+1) | 34      | 36 (-2)  | 35 (+1)   | 35       | 29 (+6)  | 29       |
| 2019.  | /       | 31 (-2) | /       | 29 (+2)  | /       | 34 (-5) | 35 (-1) | /        | 35        | 33 (+2)  | 29 (+4)  | /        |
| 2020.  | /       | 29      | /       | 29       | /       | 29      | 29      | /        | 31 (-2)   | 30 (+1)  | 30       | 30       |